# Mitridate VI del Ponto
Mitridate Eupatore Dioniso (in greco antico: Μιθριδάτης Εὐπάτωρ Διόνυσος?, Mithridátes Eupátor Diónysos; Sinope, 132 a.C. – Panticapeo, 63 a.C.), noto come Mitridate il Grande (Μέγας Μιθριδάτης, Mégas Mithridátes) e chiamato nella storiografia moderna Mitridate VI del Ponto, o semplicemente Mitridate VI, è stato un sovrano pontico, ottavo re del Ponto dal 111 a.C. alla sua morte.
È ricordato come uno dei più formidabili avversari della Repubblica romana, che costrinse a ben tre guerre, impegnando tre dei più grandi generali romani: Silla, Lucullo e Pompeo Magno. Si dice anche che fosse il sedicesimo discendente di Dario il Grande di Persia e l'ottavo da quando Mitridate I aveva abbandonato la Macedonia e aveva fondato il regno del Ponto.

## Biografia

### Origini

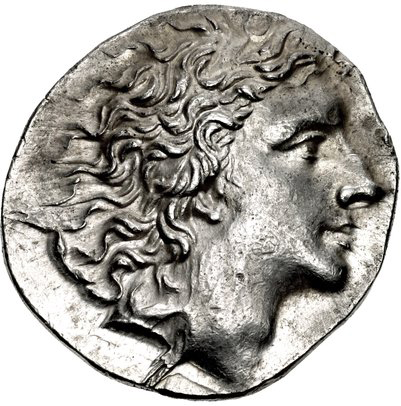
Tetradramma d'argento raffigurante il profilo di Mitridate VI.

Figlio di Mitridate V (150-120 a.C.) e di Laodice di Siria; la sua data di nascita è motivo di discussione tra gli storici antichi: infatti, Strabone afferma che Mitridate aveva 11 anni alla morte del padre in una congiura (x. P. 477) e la sua testimonianza concorda con Appiano secondo cui il Mitridate divenne re nel 120 a.C. e morì a 68/69 regnando per 57 anni; Memnone, invece, dichiara che fosse tredicenne e Cassio Dione sedicenne, quando salì al potere. La nascita (o il concepimento) di Mitridate sono associati ad una cometa (simbolo di sventura a Roma, ma di ottimo augurio tra i persiani), una cometa particolarmente grande e visibile fu quella del 135 a.C., ben segnalata da diverse fonti antiche anche non classiche, come gli annali cinesi.

### Giovinezza
Non molto è noto della sua infanzia e giovinezza e talune informazioni sono sospette. Infatti, secondo Giustino, la nascita di Mitridate fu accompagnata da una cometa e al momento dell'ascesa al trono, dovette subire gli intrighi e le congiure dei propri tutori (forse i medesimi che assassinarono a suo tempo il padre) ma che riuscì ad eludere le loro macchinazioni assumendo antidoti per premunirsi dai veleni e ritirandosi molto tempo nelle più remote regioni del suo regno per cacciare ed esercitarsi nel combattimento. Una seconda cometa annunciò la sua incoronazione (anche se probabilmente assunse il potere diversi anni dopo), questa cometa può essere associata ad un astro (anch'esso particolarmente visibile e nota alle fonti antiche) del 120 a.C.
Oltre alle capacità ginniche, possedeva anche una considerevole cultura: da ragazzo, infatti, era stato educato a Sinope, ove aveva ricevuto la tipica educazione greca; era dotato di eccellente memoria, capace di parlare almeno 25 lingue, conoscendo ogni dialetto parlato nel suo regno.

### Ascesa al trono
Qualunque credito si possa concedere a tali racconti, è certo che, una volta raggiunta l'età adulta, assunse di persona l'amministrazione del proprio regno mettendo a morte il fratello e la madre che fino ad allora avevano tenuto la reggenza del regno.
Non appena ebbe consolidato il proprio potere, Mitridate decise di espandere il proprio regno e, consapevole che ad occidente i regni di Bitinia e Cappadocia erano sottoposti alla protezione romana, si rivolse ad est.
Dopo aver sconfitto e sottomesso le tribù barbariche stanziate tra il Mar Nero, l'Armenia e la Colchide, estese i confini del proprio regno fino alle popolazioni scitiche presso il fiume Tanais ottenendo notevole fama; infatti, Parisade, re del Bosforo, e le città greche del Chersoneso e di Olbia Pontica, si offrirono come vassalli in cambio del suo aiuto contro i Sarmati e i Roxolani. Mitridate delegò il comando della spedizione ai suoi generali, Diofanto e Neottolemo, i quali condussero l'armata pontica dal Tanais al fiume Tyras, sconfissero i Roxolani, resero l'intera regione del Chersoneso Taurico tributaria del regno del Ponto e consolidarono la conquista con la costruzione di una fortezza, nota come "Torre di Neottolemo".
Infine, alla morte di Parisade, Mitridate assunse la corona del Bosforo incorporandolo nei propri domini.

### Tentativi di espansione in Asia Minore
Mentre era impegnato ad espandere il regno, Mitridate non mancò di rafforzarne i confini stringendo alleanze con i paesi vicini, specialmente con Tigrane, re d'Armenia, cui diede la figlia, Cleopatra, in matrimonio, così come con le bellicose popolazioni dei Parti e degli Iberi.
Avendo ottenuto con tali conquiste notevoli risorse, decise di volgere le proprie attenzioni verso Roma con la quale esistevano da tempo forti dissensi: la repubblica infatti, approfittando della giovane età del sovrano, aveva annesso la provincia della Frigia che a suo tempo il console Aquilio aveva concesso a Mitridate V, ed aveva invalidato il testamento del sovrano di Paflagonia, il quale aveva lasciato il suo regno a Mitridate.
In entrambe le occasioni, Mitridate non si oppose alle pretese di Roma, ma poi decise di sottomettere i regni asiatici che si erano posti sotto la protezione romana in modo da ottenere il dominio assoluto sul Vicino Oriente. Costante meta delle sue ambizioni, fu la Cappadocia, a quel tempo governata da Ariarate VI, marito di Laodice, sorella dello stesso re pontico. Mitridate, organizzato l'assassinio del cognato, tentò di reclamare il trono ma i Romani si interposero e lo costrinsero a rinunciare; stesso destino subì il tentativo di imporsi come signore della Paflagonia.
In ogni caso, quantunque si fosse conformato ai rescritti di Roma, non rinunziò alla sua ambizione di unire al proprio regno gli stati circonvicini e non passò quindi molto tempo prima che tornasse a volgere il proprio sguardo verso la Cappadocia. Infatti, dopo l'assassinio di Ariarate VI, la regina Laodice, sorella del re pontico, governò come reggente per conto del figlio minorenne e, per tutelarsi dalle brame del fratello Mitridate, stipulò un patto di alleanza con Nicomede II di Bitinia.
Mitridate alcuni mesi dopo invase la Bitinia, costringendo Nicomede a ritirare le proprie forze dalla Cappadocia il cui sovrano, dopo un'iniziale collaborazione con lo zio, gli si rivoltò contro, ma non visse a lungo. Invitato il nipote ad una conferenza di pace, Mitridate lo fece assassinare e lo sostituì con uno dei propri figli, Ariariate, ma la nomina innescò una rivolta che depose il re straniero e restaurò il secondo figlio di Ariarate VI e Laodice.
Mitridate reagì invadendo nuovamente la Cappadocia e sconfiggendo il rivale, che morì poco dopo, ma fu fermato dal Senato Romano che, nel 93 a.C., nominò re Ariobarzane. Mitridate, non potendo apertamente contestare la decisione di Roma, istigò Tigrane, re dell'Armenia, a deporre Ariobarzane che fuggì a Roma. L'anno seguente Silla, nominato pretore in Cilicia, restaurò Ariobarzane senza che Mitridate, il quale nominalmente continuava a professarsi amico dei Romani, facesse alcunché per impedirlo.
La pace sancita da Silla durò per meno di un anno: infatti, alla morte di Nicomede II, Mitridate contestò la successione del figlio Nicomede III, appoggiò le pretese al trono di Socrate, figlio secondogenito del defunto, ed invase la Bitinia, costringendo Nicomede III a fuggire a Roma e a lasciare il trono al fratello minore. Non contento di ciò inviò un secondo esercito in Cappadocia e ne impose sul trono il figlio Ariarate, mentre Ariobarzane fuggiva a Roma. Su sollecitazione dei principi deposti, Roma inviò due legati consolari: uno, Manio Aquillio, fu inviato a trattare con Mitridate, l'altro, Lucio Cassio, assunse il comando delle truppe romane presenti nella Provincia d'Asia.
Dalle scarse fonti in possesso risulta estremamente difficile comprendere la condotta di Mitridate perché, sebbene sia stato appurato il suo desiderio di conquistare l'Asia minore e fosse ben consapevole che le forze romane erano impegnate a sedare la Guerra Sociale, non si oppose apertamente a Lucio Cassio che così, alla testa di poche coorti, poté restaurare sul trono sia Nicomede (il cui fratello, l'usurpatore Socrate Cresto, fu presto messo a morte dallo stesso Mitridate) sia Ariobarzane.

### Guerre mitridatiche

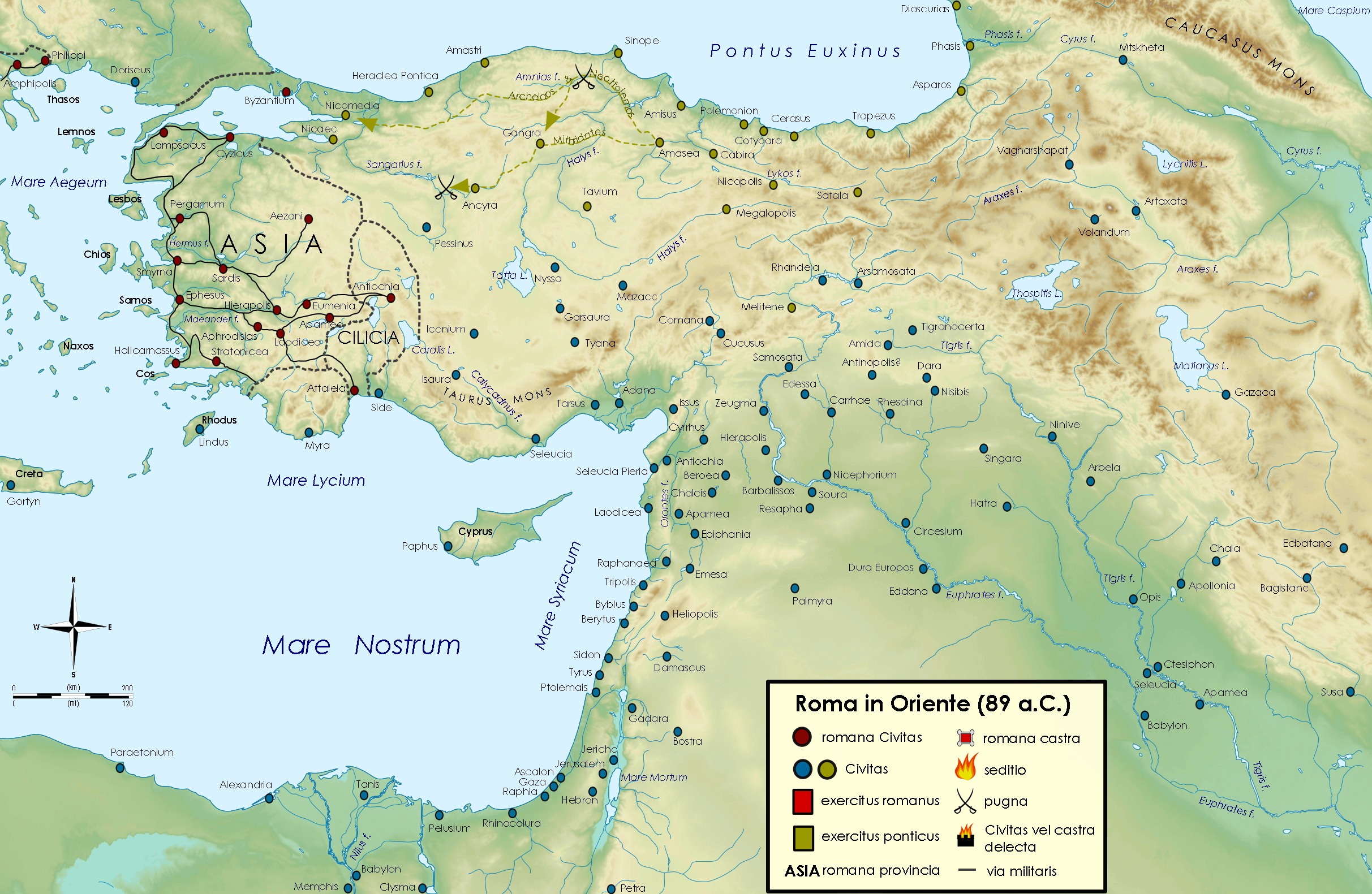
Il primo anno di guerra (89 a.C.) con l'avanzata delle truppe mitridatiche (fino ad occupare l'intero regno di Bitinia) e le sconfitte dell'alleanza romana: la prima presso il fiume Amnia, la seconda a Protophachium.

Morto anche Nicomede III salì al trono Nicomede IV, un fantoccio manovrato dai Romani. Mitridate ordì una congiura per rovesciarlo, ma i suoi tentativi fallirono e Nicomede, istigato dai suoi consiglieri romani, dichiarò guerra al Ponto. Mitridate invase e marciò sull'intera Bitinia, guidando le sue truppe verso la Propontide, conquistando l'Asia (provincia romana) e la Grecia (protettorato romano sottoposto al comando della provincia romana della Macedonia). Egli, da fine politico, si mostrò come il campione della causa greca, l'unico che potesse riuscire a sottrarre gli Elleni al giogo romano. Non possiamo sapere se e quanto sentisse vera questa causa, e quanto invece non fosse mosso da semplice ambizione. Ad ogni modo, le città greche defezionarono in favore di Mitridate e lo accolsero come un liberatore sulla terraferma, mentre in mare la flotta pontica poneva sotto assedio i romani a Rodi.
Allora Tigrane II, re dell'Armenia, stabilì un'alleanza col Ponto, che fu rinsaldata dal matrimonio fra Tigrane stesso e la figlia di Mitridate, Cleopatra. I due sovrani si sarebbero supportati a vicenda nella incipiente guerra contro Roma.
Dopo aver conquistato l'Anatolia occidentale, Mitridate ordinò l'uccisione dei romani che si trovavano là. L'episodio, che è passato alla storia col nome di vespri asiatici, causò a Roma, secondo gli storici antichi (benché il dato sia certamente esagerato) ottantamila vittime. Durante la Prima guerra mitridatica, Lucio Cornelio Silla (tra l'88 a.C. e l'84 a.C.) riuscì a cacciare Mitridate dalla Grecia, ma dovette ritornare immediatamente a Roma. Dunque Mitridate era sconfitto ma non definitivamente battuto. Nonostante le proteste dei suoi legionari, Silla impose solo il rientro nei confini del Ponto prima che scoppiasse la guerra (cosa contraria all'abitudine romana, che invece richiedeva al nemico di cedere ampi territori) e impose un forte indennizzo. Una pace fu firmata tra Roma e Ponto, ma si trattava solo di una momentanea tregua.
Mitridate recuperò le forze e quando Roma tentò di annettere la Bitinia (per disposizione testamentaria di Nicomede), egli invase il piccolo regno con un'armata più grande. Iniziò così la Seconda guerra mitridatica che durò dall'83 a.C. all'82 a.C. Lucio Licinio Lucullo fu mandato contro di lui e ottenne qualche successo, benché un ammutinamento lo costringesse a perdere il comando della spedizione. Nel 74 a.C. Roma annesse, dopo la morte di Nicomede IV, il regno di Bitinia alla provincia d'Asia; il Ponto conquistò il neonato distretto bitinio della provincia. Finalmente, con la Terza guerra mitridatica (75 a.C. - 65 a.C.), Gneo Pompeo Magno sconfisse il sovrano pontico.
Dopo la sconfitta, Mitridate si rifugiò in Crimea dove tentò di formare un altro esercito per avere la rivincita sui romani, ma fallì. Nel 63 a.C., ritiratosi nella cittadella di Panticapeo, dove mise a morte il figlio minore, Sifare, figlio di Stratonice, non volendo darsi per vinto, tanto più che Pompeo si era fermato in Siria, concepì il disegno strategico, mai realizzato, di dirigersi con un esercito in Italia, passando prima attraverso la Scizia e poi seguendo il Danubio superiore.
(Cassio Dione Cocceiano, Storia romana, XXXVII, 11.2.)
Più tardi marciò verso nord con una schiera esigua di uomini. In Colchide requisì una flotta e andò da Mancare, suo figlio maggiore. Quando giunse da lui, scoprì tuttavia che ne era stato tradito. Mancare si suicidò e Mitridate prese il comando del regno cimmerico. Mitridate ordinò di reclutare molti Sciti per riconquistare il suo regno, ma suo figlio Farnace II guidò una ribellione contro il padre. Questa sedizione fu fomentata dagli esuli romani che Mitridate aveva preso per farne il nucleo del suo esercito.

### Ultimi anni

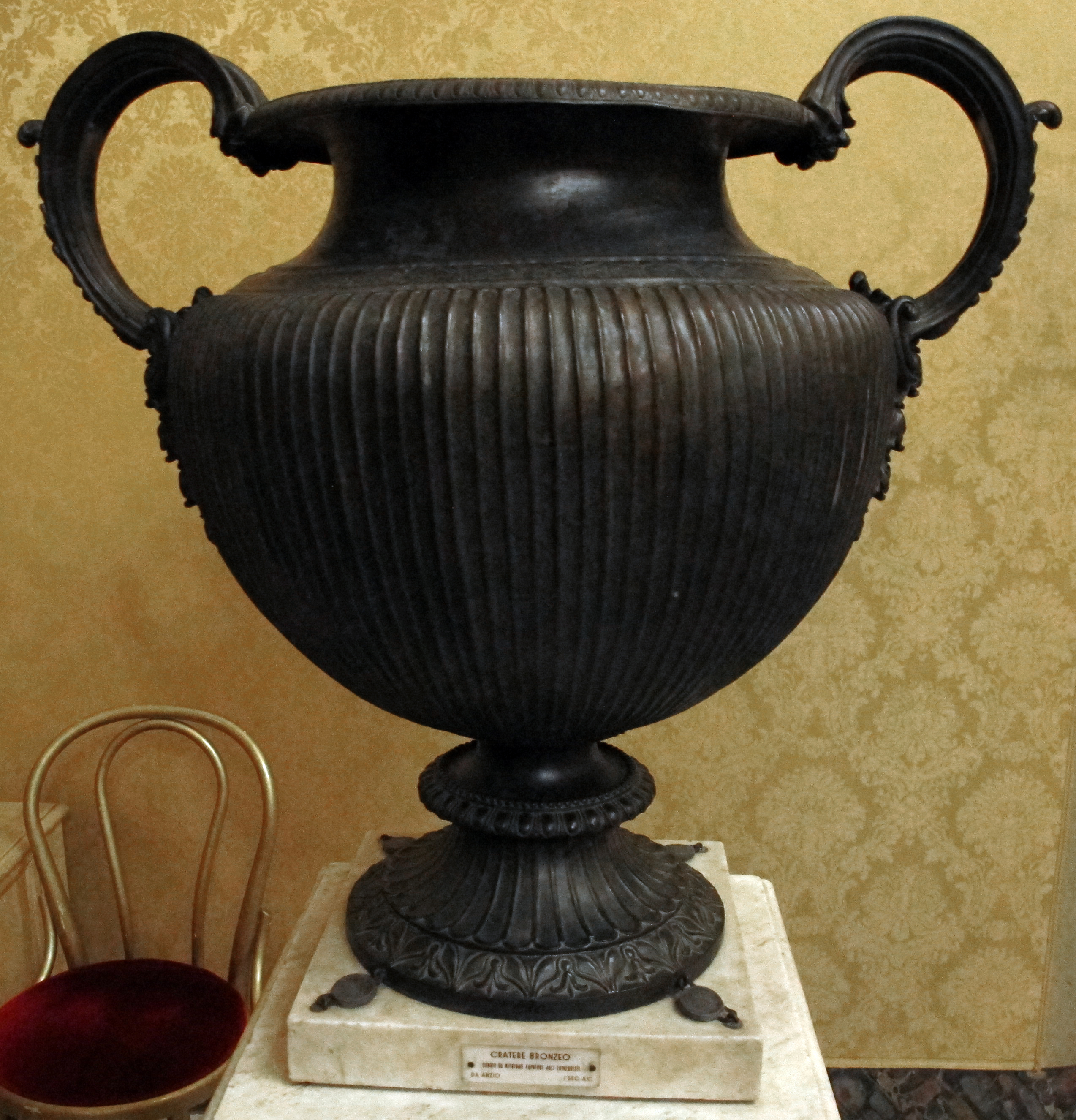
Cratere bronzeo di Mitridate, probabilmente proveniente dal bottino di guerra (120-63 a.C.), poi nella Villa di Nerone ad Anzio. Esposto ai Musei Capitolini di Roma.

Nel 63 a.C., dopo che Pompeo aveva condotto una serie di guerre vittoriose, sia contro gli arabi Nabatei, sia contro i Giudei, sia in Cilicia, sia in Siria, ponendo sotto il dominio romano molti dei territori ad est dell'Eufrate (compresa la regione della Coele, della Phoenicia, Palestina, Idumea e Iturea), Mitridate completava il suo percorso attorno al Ponto Eusino e occupava la città di Panticapaeum. Poco dopo mise a morte il più giovane dei suoi figli, Sifare, a causa di un litigio con la madre del ragazzo, la quale voleva proteggerlo, poiché aveva barattato con lo stesso Pompeo i tesori di Mitridate in cambio della salvezza del figlio.
Il sovrano del Ponto decise, poi, d'inviare degli ambasciatori a Pompeo, che si trovava ancora in Siria e non immaginava dove fosse il re. Mitridate prometteva dei regali ai Romani, qualora gli fosse permesso di tornare nel regno paterno. Pompeo allora chiese che fosse lo stesso re a recarsi di persona dal proconsole romano a farne richiesta, come in precedenza aveva fatto Tigrane. Mitridate rispose che avrebbe inviato al suo posto, figli ed amici. E mentre rispondeva in questo modo, continuava ad arruolare ed armare un nuovo esercito, persino con schiavi e liberti, producendo nuove armi, proiettili e le macchine d'assedio, e riscuotendo tributi anche con la forza.
Sembra che soffrisse di ulcera e quando si riprese dalla malattia, dato che era stato arruolato un grande esercito (stimato in 60 coorti di 6 000 armati ciascuna, compresa una grande moltitudine di altre truppe, oltre a navi e fortezze catturate dai suoi generali mentre lui era malato), ne inviò una parte fino a Phanagoria, al fine di impossessarsi dello stretto compreso tra questa città e Panticapaeum, mentre Pompeo si trovava ancora in Siria. Appiano racconta che nella città erano presenti sei dei suoi figli, che furono tutti catturati. La presa della città però condusse altre città circostanti a ribellarsi anch'esse all'ex-sovrano del Ponto: Chersonesus, Theodosia, Nymphaeum ed altre ancora. Mitridate, osservando queste continue defezioni, avendo anche sospetti sulla fedeltà del suo stesso esercito, considerando che aveva imposto una leva obbligatoria e tassazioni elevate, e avendo compreso che i soldati hanno scarsa fiducia nel comandante sfortunato, decise di dare in sposa alcune delle sue figlie ad alcuni principi alleati tra gli Sciti, chiedendo loro di inviagli nuovi rinforzi il più presto possibile. Ma la sfortuna volle che i 500 soldati che accompagnavano le figlie, decisero di uccidere tutti i dignitari, eunuchi compresi, e di condurre le giovani donne da Pompeo.
In seguito a tali fatti, sebbene fosse stato privato di numerose fortezze, del suo stesso regno, di un esercito adeguato per la guerra che avrebbe voluto condurre, e dell'aiuto degli Sciti, Mitridate ancora covava la speranza di condurre una nuova guerra contro Roma, grazie alla possibile alleanza con i Galli, con i quali aveva instaurato già da tempo rapporti di amicizia. Con loro desiderava invadere l'Italia, sperando che poi molte delle popolazioni italiche si alleassero a lui in odio ai Romani, come era accaduto durante la seconda guerra punica ad Annibale, dopo che i Romani avevano mosso guerra contro costui in Spagna. Sapeva, inoltre, che quasi tutta l'Italia si era ribellata ai Romani in due occasioni negli ultimi trent'anni: al tempo della guerra sociale del 90-88 a.C. e nella recente guerra servile del gladiatore Spartaco, degli anni 73-71 a.C. L'idea però non piacque ai suoi soldati, per la grandezza dell'operazione e per la distanza da compiere della spedizione, reputando che Mitridate fosse:
(Appiano di Alessandria, Guerre mitridatiche, 109.)

### Morte
Frattanto Farnace, il figlio prediletto, che Mitridate aveva designato come suo successore, preoccupato per la spedizione paterna in Italia che gli avrebbe definitivamente negato il perdono da parte dei Romani (con un possibile ritorno sul trono del Ponto), ordi' una congiura contro il padre, che però fu scoperta. Tutti i congiurati furono messi a morte, tranne il figlio che invece fu perdonato. Ma quest'ultimo temendo la collera paterna, cominciò a spargere la voce di quali sventure avrebbero incontrato, nel caso in cui avessero seguito il padre nella sua folle impresa di raggiungere il suolo italico. Molti cominciarono a disertare, temendo l'ennesimo fallimento, compresi i marinai della flotta che serviva per il trasporto. Mitridate, avendo intuito che qualcosa era cambiato, inviò alcuni messaggeri per essere informato su quanto stava accadendo, ricevendo la formale richiesta di lasciare definitivamente il regno in mano al giovane figlio, Farnace, tanto più che aveva commesso numerosi omicidi a danno dei suoi figli, dei suoi amici e dei generali.
Fuori di sé per la collera e temendo di essere consegnato ai Romani, prima tentò di uccidersi con del veleno, a cui risultò però immune, e subito dopo si diede la morte grazie ad un generale dei Galli di nome Bituito, che lo aiutò a trafiggersi con la spada. Questa fu la fine del re del Ponto, che combatté Roma per quasi trent'anni.
Avendo quindi visto nei pressi un certo Bituito, un ufficiale dei Galli, gli disse: "Ho avuto un gran profitto dalla tua arma, usata contro i miei nemici. Ora, ricaverò da essa un vantaggio più grande che mai se mi ucciderai e se salverai, dal pericolo di essere condotto in un trionfo Romano, uno che è sempre stato autocrate per così tanti anni nonché signore di un così grande regno, ma che ora non può morire per mezzo del veleno perché, come un folle, ha fortificato se stesso contro il veleno di altri. Benché io mi sia prevenuto contro tutti i veleni che uomo possa ingerire col cibo, non mi sono mai prevenuto contro l'insidia domestica, che è sempre stata la più pericolosa per i re: il tradimento dell'esercito, dei figli, degli amici." Bituito, però, che era stato supplicato, rese al sovrano quel favore che lui desiderava.»
(Appiano, Storia romana, XVI, §111)
D'altra parte, Cassio Dione ricorda la sua morte come un assassinio:
Tuttavia Mitridate, che aveva sperimentato nella vita le cose più varie e notevoli, non ebbe comunque una fine ordinaria a quella sua esistenza. Poiché desiderava morire, anche se non di sua sponte; e benché fosse smanioso di suicidarsi, non poté riuscirvi; ma in parte per mezzo del veleno ed in parte per mezzo della spada, egli si suicidò e contemporaneamente fu ammazzato dai suoi nemici.»
(Cassio Dione, Storia romana, XXXVII.13)
L'immunità di Mitridate al veleno è ricordata anche da Marziale.
Su ordine di Pompeo, il corpo del re fu seppellito coi suoi antenati presso Sinope. Nonostante morisse a Panticapeo, in Crimea è la cittadina di Eupatoria che ricorda il suo nome.

## Giudizio storico e fama
Di lui Velleio Patercolo dice:
(Velleio Patercolo, Historiae Romanae ad M. Vinicium libri duo, II, 18.1.)
(Floro, Compendio di Tito Livio, I, 40.2.)
Di lui Appiano di Alessandria ricorda che era:
(Appiano di Alessandria, Guerre mitridatiche, 112.)
Tra tutte le vicende e gli aneddoti che riguardano questo sovrano, al giorno d'oggi sopravvive soprattutto il ricordo di due sue caratteristiche, riportate dagli storici antichi: la sua assuefazione ai veleni e la sua poliglottia.
Resistenza ai veleni
La resistenza ai veleni che Mitridate si sarebbe procurata assumendo di ciascuno dosi crescenti fino a divenirne immune ha dato luogo in italiano ai termini mitridatizzazione, mitridatismo, mitridatizzare, tutti relativi ad un processo di immunizzazione con questo procedimento.
Poliglossia
Mitridate VI era anche noto come esempio di memoria prodigiosa e di poliglossia. Secondo quanto riportato da Plinio il Vecchio e da altri autori dell'antichità, era in grado di parlare oltre venti lingue: "Mitridate, che regnò su ventidue nazioni, amministrava le loro leggi in altrettante lingue (...) senza bisogno di interprete"..
Per questa sua fama di poliglotta, il nome di Mitridate fu associato per antonomasia alla conoscenze di molte lingue, e l'erudito svizzero Conrad von Gesner (1516-1565) intitolò Mithridates de differentiis linguarum un libro del 1555 in cui raccoglieva dati su circa 130 lingue, illustrandole con 22 versioni del Pater Noster in lingue diverse. Sulla scia di quest'opera, lo studioso tedesco Johann Christoph Adelung (1732-1806), precursore della linguistica comparativa, diede il titolo di Mithridates alla sua massima opera, in 4 volumi, che conteneva informazioni su un numero vastissimo di lingue, e la traduzione del Pater Noster in quasi cinquecento di esse.